# Cylichnidia
Cylichnidia é um género de gastrópode  da família Ferussaciidae.
Este género contém as seguintes espécies:
- Cylichnidia ovuliformis